# Voyeurs
Voyeurs è l'unico album in studio del supergruppo musicale 2wo, rappresentato dalla collaborazione tra Rob Halford (Judas Priest) e John 5 (Red Square Black, Rob Zombie). Il disco è uscito nel 1998.

## Tracce
Testi e musiche di Rob Halford, John Lowery e Bob Marlette, tranne dove indicato.
1. I Am a Pig – 3:37
2. Stutter Kiss – 4:32
3. Water's Leaking – 3:52
4. My Ceiling's Low (Halford, Marlette) – 3:35
5. Leave Me Alone (Halford, Marlette) – 4:31
6. If – 5:03
7. Deep in the Ground – 5:15
8. Hey, Sha La La – 4:22
9. Wake Up – 3:32
10. Gimp – 3:42
11. Bed of Rust – 4:32

## Formazione

### Musicisti
- Rob Halford – voce
- John Lowery – chitarra, basso
- Bob Marlette – tastiere, programmazioni, basso
- Phil Western – tastiere, programmazioni
- Anthony "Fu" Valcic – tastiere, programmazioni

### Produzione
- Trent Reznor – produttore esecutivo
- Bob Marlette – produzione, ingegneria
- Dave "Rave" Ogilvie – produzione addizionale, ingegneria, missaggio
- Bob Ludwig – mastering